# Dave Mackay
David Craig Mackay (ur. 14 listopada 1934 w Edynburgu, zm. 2 marca 2015 w Nottingham) – szkocki piłkarz występujący na pozycji obrońcy, reprezentant kraju, uczestnik mistrzostw świata 1958, trener.

## Kariera piłkarska
Dave Mackay urodził się Edynburgu jako syn drukarza pracującego w dzienniku The Scotsman. Przygodę z piłką nożną rozpoczął już w szkole, gdyż uczęszczał do Scottish Schoolboy. Potem grał w juniorach Newtongrange Star, skąd w 1953 roku rozpoczął profesjonalną karierę w Heart of Midlothian, w którym do 1959 roku grał w 135 meczach ligowych, strzelając w nich 25 goli. Zdobył z tym klubem mistrzostwo Szkocji w sezonie 1957/1958, trzykrotne wicemistrzostwo Szkocji (1954, 1957, 1959), Puchar Szkocji w sezonie 1955/1956 oraz Puchar Ligi Szkockiej w sezonie 1954/1955.
Następnie w marcu 1959 roku za 32,000 funtów brytyjskich przeszedł do Tottenham Hotspur, w którym zadebiutował dnia 21 marca 1959 roku w wygranym 3:1 meczu domowym z Manchesterem City. Występował w tym klubie do 1968 roku grając w 268 meczach ligowych i strzelając w nich 42 gole. Zdobył z tym klubem mistrzostwo Anglii w sezonie 1960/1961, wicemistrzostwo Anglii w 1962/1963, trzykrotnie Puchar Anglii (1961, 1962, 1967) oraz Puchar Zdobywców Pucharów w sezonie 1962/1963.
Potem w 1968 roku za 5,000 funtów brytyjskich przeszedł do Derby County wraz Brianem Cloughem i Petrem Taylorem, z którym awansował do ekstraklasy w sezonie 1968/1969, a wraz z Tonym Bookiem został wybranym piłkarzem roku w Anglii w 1969 roku. W klubie tym grał do 1971 roku grając w 122 meczach ligowych i strzelając w nich 5 goli. Potem przeszedł do Swindon Town, w którym w 1972 roku zakończył karierę piłkarską. Łącznie w karierze piłkarskiej rozegrał 601 meczów i strzelił 82 gole w rozgrywkach ligowych.

## Kariera reprezentacyjna
Dave Mackay w reprezentant Szkocji zadebiutował dnia 26 maja 1957 roku w przegranym 1:4 meczu kwalifikacyjnym do mistrzostw świata 1958 z reprezentacją Hiszpanii rozegranym na Estadio Santiago Bernabéu w Madrycie. Z drużyną zakwalifikował się na mistrzostwa świata 1958 w Szwecji. Ostatni mecz w reprezentant Szkocji rozegrał dnia 2 października 1965 roku w przegranym 2:3 meczu w ramach turnieju British Home Championship 1965 z reprezentacją Irlandii Północnej rozegranym na Windsor Park w Belfaście. Dave Mackay łącznie w reprezentacji Szkocji rozegrał 22 mecze i strzelił 4 gole.

## Kariera trenerska
Dave Mackay jeszcze w trakcie kariery piłkarskiej rozpoczął karierę trenerską. W 1971 roku został grającym trenerem Swindon Town, którym był do 1972 roku. Następnie został trenerem Nottingham Forest. Prowadził zespół z City Ground do października 1973 roku, gdyż Derby po rezygnacji Briana Clougha został trenerem Derby County. W swoim pierwszym sezonie w tym klubie zajął trzecie miejsce w rozgrywkach ligowych. W swoim drugim sezonie poprowadził drużynę do mistrzostwa kraju, a potem wywalczył z klubem Tarczę Wspólnoty. W sezonie 1975/1976, klub zakończył sezon na czwarty miejscu, oraz dotarł do półfinału Pucharu Anglii. Mackay trenerem Derby County był do listopada 1976 roku, kiedy to został zwolniony z powodu słabego początku sezonu 1976/1977.
Następnie Mackay w latach 1977–1978 był trenerem Walsall. Potem następnie dziewięć lat Mackay spędził w Kuwejcie i Zjednoczonych Emiratach Arabskich, gdzie prowadził kolejno Al-Arabi Kuwejt i Al-Shabab Dubaj. Potem wrócił do Wielkiej Brytanii, gdzie w latach 1987–1989 był trenerem Doncaster Rovers. Następnie w latach 1989–1991 był trenerem Birmingham City, który pod wodzą Mackaya po raz pierwszy w swojej historii został zdegradowany do trzeciej ligi. Potem w latach 1991–1993 prowadził egipski Zamalek, z którym dwukrotnie zdobył mistrzostwo kraju (1992, 1993). Następnie trzy lata pracował w Katarze, gdzie w latach 1994–1995 był trenerem narodowej reprezentacji. David Mackay na emeryturę przeszedł w 1997 roku.

### Statystyki
Źródło.
| Klub              | Kraj   | Od                   | Do                   | M   | Z  | R  | P  | %Z    |
| ----------------- | ------ | -------------------- | -------------------- | --- | -- | -- | -- | ----- |
| Swindon Town      | Anglia | 31 maja 1971         | 1 listopada 1972     | 61  | 18 | 18 | 25 | 29.51 |
| Nottingham Forest | Anglia | 2 listopada 1972     | 23 października 1973 | 44  | 13 | 14 | 17 | 29.55 |
| Derby County      | Anglia | 23 października 1973 | 25 listopada 1976    | 160 | 71 | 45 | 44 | 44.38 |
| Walsall           | Anglia | 9 marca 1977         | 5 sierpnia 1978      | 72  | 30 | 27 | 15 | 41.67 |
| Birmingham City   | Anglia | 26 kwietnia 1989     | 23 stycznia 1991     | 87  | 31 | 27 | 29 | 35.63 |

## Osiągnięcia

### Jako piłkarz
Heart of Midlothian
- Mistrzostwo Szkocji: 1958
- Wicemistrzostwo Szkocji: 1954, 1957, 1959
- Puchar Szkocji: 1956
- Puchar Ligi Szkockiej: 1955

Tottenham Hotspur
- Mistrzostwo Anglii: 1961
- Wicemistrzostwo Anglii: 1963
- Puchar Anglii: 1961, 1962, 1967
- Puchar Zdobywców Pucharów: 1963

Derby County
- Awans do angielskiej ekstraklasy: 1969
- Watney Cup: 1970

Indywidualne
- Piłkarz roku w Anglii: 1969

### Jako trener
Derby County
- Mistrzostwo Anglii: 1975
- Tarcza Wspólnoty: 1975

Zamalek
- Mistrzostwo Egiptu: 1992, 1993

## Po przejściu na emeryturę
W 2004 roku Mackay wraz z Martinem Knightem opublikował własną autobiografię zatytułowaną The Real Mackay, w latach 60. Mackay opublikował książkę pt. Soccer My Spur.
W 2002 roku Dave Mackay za swoje zasługi został wprowadzony do English Football Hall of Fame, w 2004 roku do Scottish Football Hall of Fame, a w 2006 roku do galerii sław klubu Heart of Midlothian. Mackay został również wybrany przez Royal Mail do brytyjskiej jedenastki wszech czasów, w której znaleźli się również m.in. „jedenastkę” wszech czasów, w której znaleźli się m.in. Kenny Dalglish, Gordon Banks, Bobby Moore, Bobby Charlton, George Best.
Zmarł 2 marca 2015 w szpitalu Queen’s Medical Center w Nottingham w wieku 80 lat. Kluby Heart of Midlothian i Tottenham Hotspur wydały w związku z tym następujące oświadczenie:
Z głębokim żalem musimy poinformować o śmierci Dave’a Mackaya, który był prawdopodobnie najbardziej kompletnym pomocnikiem, jakiego Szkocja kiedykolwiek miała – Heart of Midlothian
Dave Mackay na pewno będzie zapamiętany jako jeden z największych w historii klubu zawodników i ludzi, którym udało się inspirować ludzi wokół niego. W skrócie, legenda Spurs – Tottenham Hotspur